# Нечуйвітер альпійський
{{#ifeq:0|0|{{#if:|{{#if:Hieraciumalpinum|[[]}}|}}}}
Нечуйвітер альпійський (Hieracium alpinum L.) — трав'яниста рослина з роду роговик (Hieracium) родини айстрових (Asteraceae).

## Загальна біоморфологічна характеристика

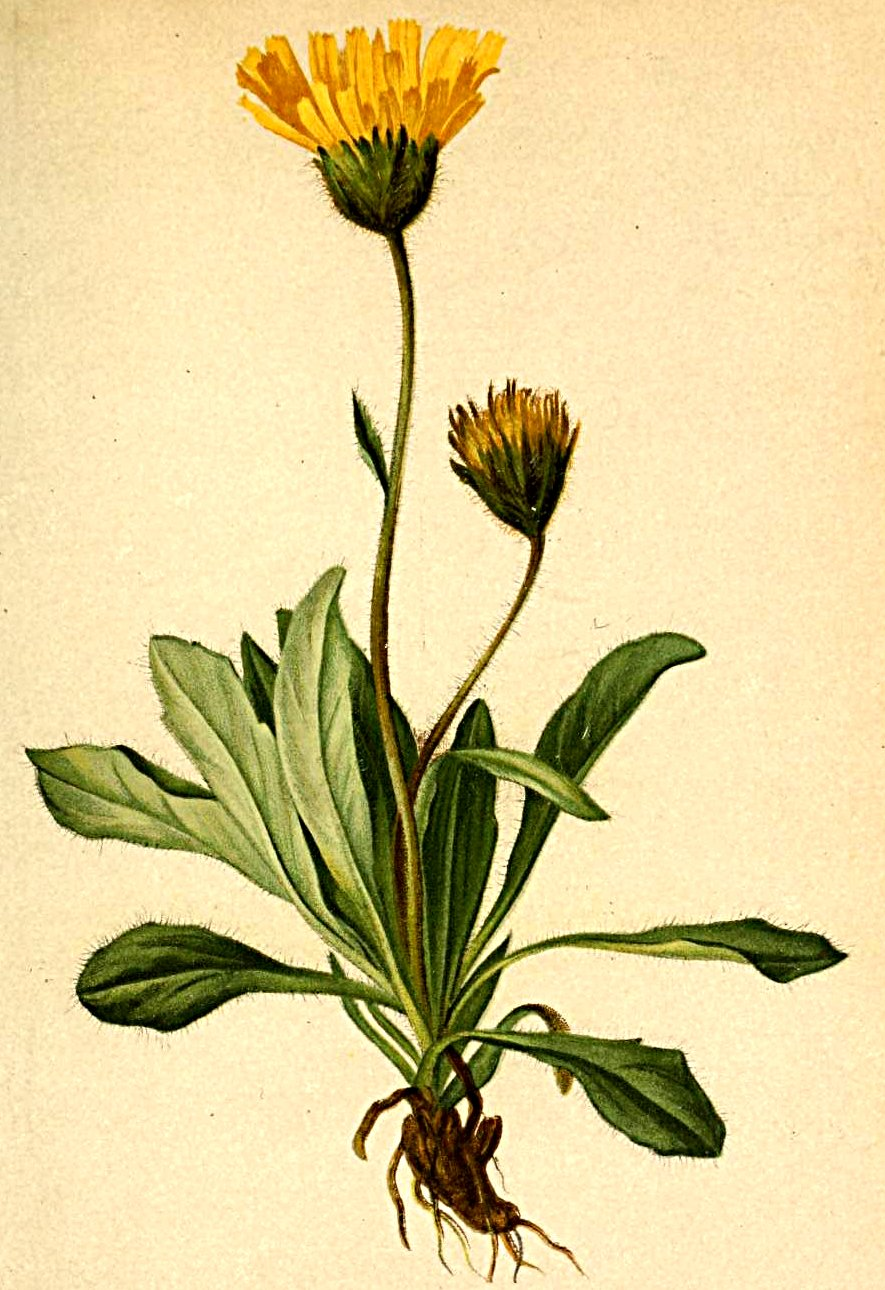
Ілюстрація Hieracium alpinum в «Атласі альпійської флори» (Atlas der Alpenflora) Антона Хартінгера 1882 року

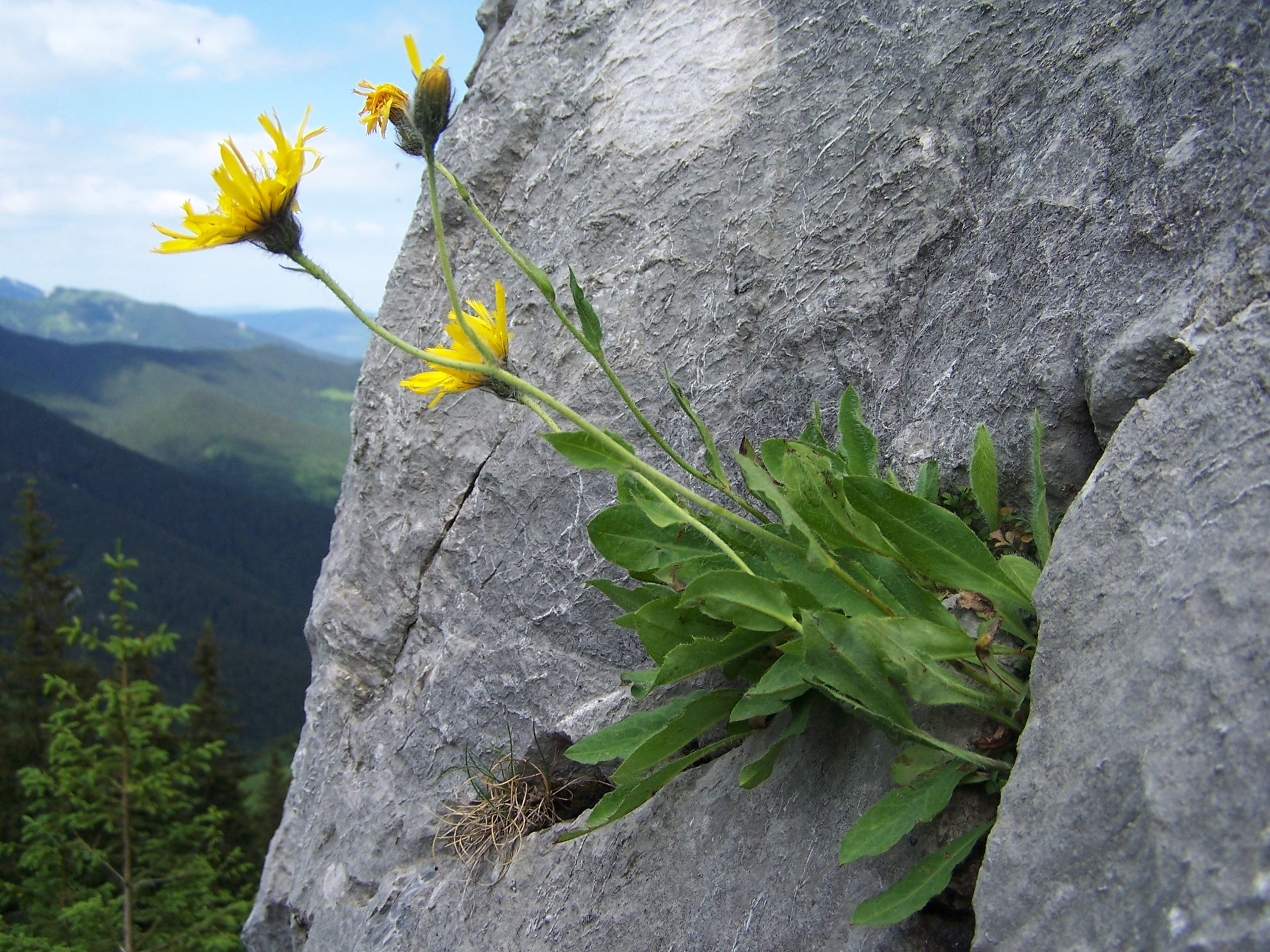
Hieracium alpinum в розщелині скелі

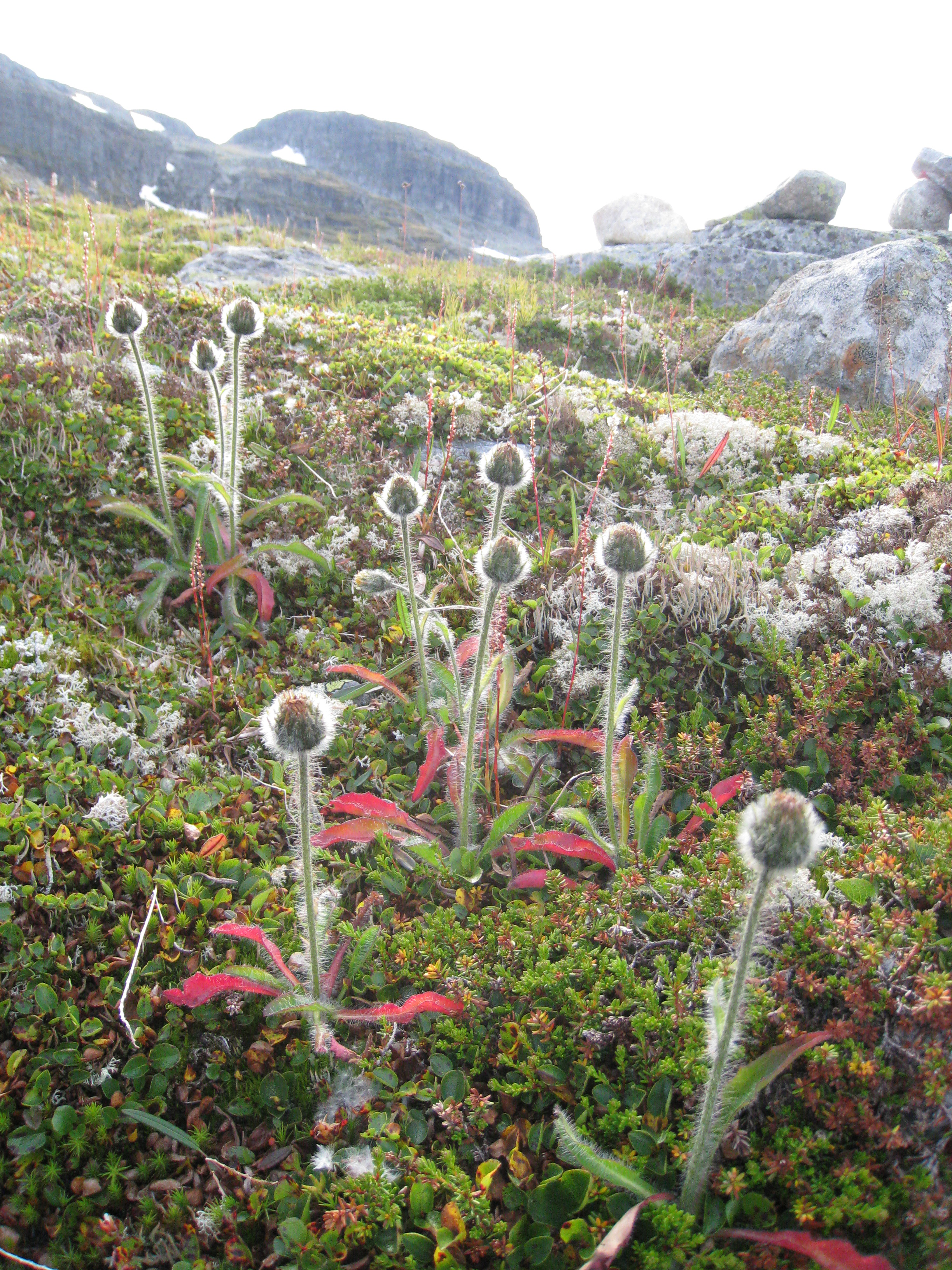
Hieracium alpinum

Багаторічна рослина заввишки 10-30 см з багатоголовим кореневищем. Стебло прямостояче або висхідне, густо вкрите залозками, частіше гіллясте, з одним кошиком. Прикореневі листки в кількості 3-12 утворюють листову розетку; вони еліптичні, оберненояйцевидні або оберненоланцетні, поступово звужуються в крилатий черешок, цілокраї, тупі або загострені; стеблові листки дрібніші, верхні по краю шерстисті; все листя брудно-зеленого забарвлення. Суцвіття з одного кошика. Квітки великі, обгортка багаторядна, широкояйцеподібна; зовнішні листочки обгортки яйцеподібні, внутрішні вузьколанцетні, червоно-зелені, залізисті, опушені. Віночок жовтий, квітки язичкові і трубчасті з жовтим стовпчиком. Плід — чорно-коричнева сім'янка. Цвіте в липні і в серпні.

## Екологія
Гемікриптофіт, поширений в альпо-арктичних областях Європи. Росте на світлих місцях, на сухих, переважно кам'янистих і піщаних ґрунтах: на трав'янистих галявинах і пасовищах — в субальпійському і альпійському поясах, в гірських і рівнинних тундрах.

## Поширення
Скандинавія, Середня Європа, Атлантична Європа (північ), Ґренландія, Сибір (Тюменська область).

### Поширення в Україні
Нечуйвітер альпійський росте в Українських Карпатах у високогірному поясі серед іншої аркто-альпійської рослинності, зокрема в Карпатському національному природному парку.